# Mohamed Magdi Hamza
Mohamed Magdi Hamza Khalif (in arabo محمد مجدي حمزة‎?; Il Cairo, 30 agosto 1996) è un pesista egiziano vincitore della medaglia di bronzo ai Giochi panafricani nel getto del peso.

## Progressione

### Getto del peso
| Stagione | Misura     | Luogo              | Data       | Rank. Mond. |
| -------- | ---------- | ------------------ | ---------- | ----------- |
| 2024     | 20,91 m(i) | Jablonec nad Nisou | 20-1-2024  |             |
| 2023     | 20,92 m    | Il Cairo           | 9-3-2023   |             |
| 2022     | 21,39 m    | Maadi              | 27-3-2022  |             |
| 2021     | 20,89 m    | Maadi              | 23-12-2021 |             |
| 2020     | 20,85 m    | Maadi              | 31-12-2020 |             |
| 2019     | 20,85 m    | Rabat              | 27-8-2019  |             |
| 2018     | 19,51 m    | Il Cairo           | 7-9-2018   |             |
| 2017     | 20,22 m    | Praga              | 5-6-2017   |             |
| 2016     | 20,32 m    | Il Cairo           | 13-4-2016  |             |
| 2015     | 19,78 m    | Brazzaville        | 14-9-2015  |             |
| 2014     | 17,64 m    | Marrakech          | 10-8-2014  |             |

## Palmarès
| Anno | Manifestazione           | Sede         | Evento                    | Risultato      | Prestazione | Note                          |
| ---- | ------------------------ | ------------ | ------------------------- | -------------- | ----------- | ----------------------------- |
| 2013 | Africani allievi         | Warri        | Lancio del peso (5 kg)    | Oro            | 20,17 m     |                               |
| 2013 | Africani allievi         | Warri        | Lancio del disco (1,5 kg) | Argento        | 56,96 m     |                               |
| 2013 | Mondiali allievi         | Donec'k      | Lancio del peso (5 kg)    | Bronzo         | 20,58 m     |                               |
| 2013 | Mondiali allievi         | Donec'k      | Lancio del disco (1,5 kg) | Qualificazione | 52,56 m     |                               |
| 2014 | Mondiali U20             | Eugene       | Getto del peso (6 kg)     | 4º             | 19,85 m     |                               |
| 2014 | Africani                 | Marrakech    | Getto del peso            | 5º             | 17,64 m     |                               |
| 2015 | Africani U20             | Addis Abeba  | Getto del peso (6 kg)     | Oro            | 20,66 m     | Miglior prestazione personale |
| 2015 | Africani U20             | Addis Abeba  | Lancio del disco 1,750 kg | 4º             | 52,04 m     |                               |
| 2015 | Giochi panafricani       | Brazzaville  | Getto del peso            | Argento        | 19,78 m     | [ 1 ]                         |
| 2016 | Mediterraneo U23         | Tunisi       | Getto del peso            | Oro            | 19,42 m     |                               |
| 2016 | Africani                 | Durban       | Getto del peso            | 6º             | 19,00 m     |                               |
| 2018 | Mediterraneo U23         | Jesolo       | Getto del peso            | 4º             | 18,80 m     |                               |
| 2018 | Giochi del Mediterraneo  | Tarragona    | Getto del peso            | 10º            | 18,58 m     |                               |
| 2018 | Africani                 | Asaba        | Getto del peso            | Argento        | 19,33 m     |                               |
| 2019 | Universiade              | Napoli       | Getto del peso            | 8º             | 19,26 m     |                               |
| 2019 | Giochi panafricani       | Rabat        | Getto del peso            | Argento        | 20,85 m     | Miglior prestazione personale |
| 2019 | Mondiali                 | Doha         | Getto del peso            | Qualificazione | 19,91 m     |                               |
| 2019 | Giochi mondiali militari | Wuhan        | Getto del peso            | 4º             | 20,54 m     |                               |
| 2021 | Olimpiadi                | Tokyo        | Getto del peso            | Qualificazione | 19,82 m     |                               |
| 2022 | Africani                 | Saint-Pierre | Getto del peso            | Bronzo         | 20,33 m     |                               |
| 2022 | Giochi del Mediterraneo  | Orano        | Getto del peso            | Bronzo         | 20,35 m     |                               |
| 2023 | Mondiali                 | Budapest     | Getto del peso            | Qualificazione | 20,68 m     | [ 2 ]                         |
| 2024 | Giochi panafricani       | Accra        | Getto del peso            | Bronzo         | 20,29 m     | [ 3 ]                         |

## Campionati nazionali
- 4 volte campione nazionale egiziano del getto del peso (2016, 2018, 2020, 2022, 2023)

2016
- Oro ai campionati egiziani (Il Cairo), getto del peso - 20,32 m

2018
- Oro ai campionati egiziani (Il Cairo), getto del peso - 19,51 m

2019
- Argento ai campionati egiziani (Maadi), getto del peso - 20,29 m

2020
- Oro ai campionati egiziani (Maadi), getto del peso - 20,70 m

2022
- Oro ai campionati egiziani (Maadi), getto del peso - 21,39 m

2023
- Oro ai campionati egiziani (Maadi), getto del peso - 20,49 m

## Altre competizioni internazionali
2015
- Argento ai Campionati arabi ( Manama), getto del peso - 18,38 m

2018
- 7º ai Coppa continentale ( Ostrava), getto del peso - 19,45 m

2019
- Argento ai Campionati arabi ( Il Cairo), getto del peso - 20,39 m

2021
- Argento ai Campionati arabi ( Rades), getto del peso - 20,30 m

2023
- Argento ai Campionati arabi ( Marrakech), getto del peso - 20,33 m